# Канелла
Канелла (лат. Canella) — монотипный род растений семейства Канелловые (Canellaceae). Включает единственный вид — Канелла винтерана (Canella winterana).

## Ботаническое описание

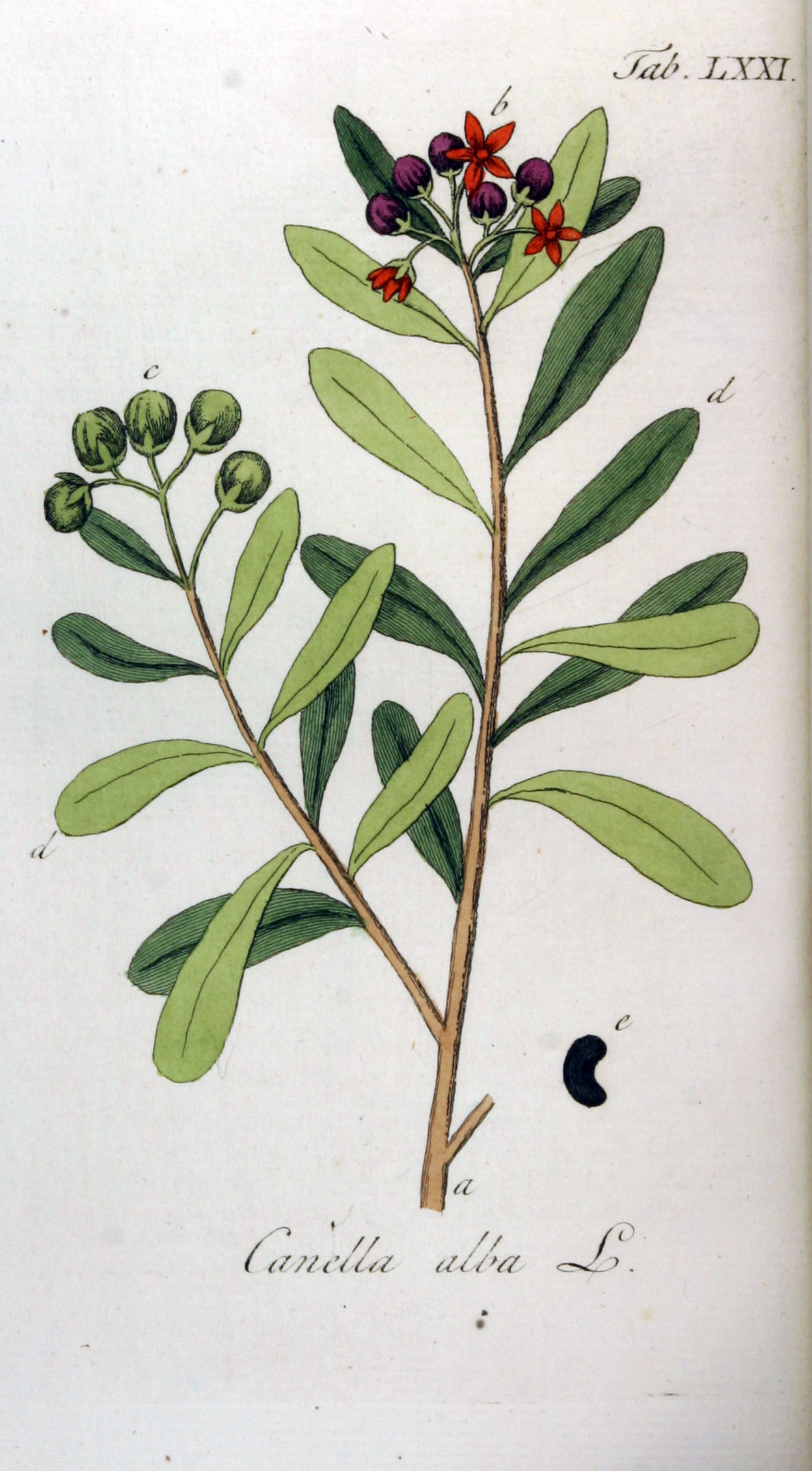
Ботаническая иллюстрация

Дерево. Листья простые, цельные, очередные, яйцевидные. Цветки обоеполые, собраны в щитки, чашечка трёхлистная, венчик пятилепестный, тычинок 12—20, пестик 1 с двух-трёхгнездной завязью. Плод — шаровидная ягода с 4—6 семенами.

## Хозяйственное значение и применение
Кора используется в качестве пряности под названием белая корица, обладает запахом и вкусом настоящей корицы, поступает в продажу в виде небольших цельных или расколотых трубочек: снаружи бледно-розовых, внутри белых.

## Опыление
Цветы привлекают бабочек, бумажных ос, пчел-листорезов и колибри. 

## Синонимика
Рода
- Winterana L., 1759

Вида
- Canella alba Murray, 1784
- Canella canella (L.) H.Karst., 1882, nom. inval.
- Canella laurifolia Sweet, 1826
- Canella obtusifolia Miers, 1858
- Laurus winterana L., 1753basionym
- Winterana canella L., 1759
- Winterana obtusifolia (Miers) Warb., 1895